# Gastrophryne usta
Gastrophryne usta é uma espécie de anfíbio da família Microhylidae.
Pode ser encontrada nos seguintes países: El Salvador, Guatemala e México.
Os seus habitats naturais são: florestas secas tropicais ou subtropicais, marismas intermitentes de água doce, pastagens, jardins rurais e florestas secundárias altamente degradadas.
Está ameaçada por perda de habitat.